# Manifesto Hacker
O Manifesto Hacker (também conhecido como The Hacker Manifesto, oficialmente com o nome de "The Conscience of a Hacker") é um pequeno ensaio, escrito no dia 8 de janeiro de 1986 por um hacker com o pseudónimo de "The Mentor" (nascido Loyd Blankenship). 
É considerada uma pedra angular da cultura hacker, e dá alguns esclarecimentos sobre a psicologia de início dos hackers. É dito que isso moldou a opinião da comunidade hacker sobre si mesma e sua motivação. O Manifesto afirma que os "hackers" optam por hackear porque é uma maneira pela qual eles aprendem, e porque muitas vezes são frustrados e entediados pelas limitações das normas da sociedade. Também expressa o Satori de um hacker percebendo seu potencial no domínio dos computadores.
O Manifesto age como um guia para hackers do mundo, especialmente os novos no campo. Ele serve como um fundamento ético à pirataria, e afirma que há um ponto que a pirataria substitui desejos egoístas para explorar ou prejudicar outras pessoas, e que a tecnologia deve ser usada para expandir nossos horizontes e tentar manter o mundo livre.
O artigo é citado no filme Hackers de 1995, embora no filme ele está sendo lido na revista Hacker 2600, não no historicamente correto Phrack. Mentor recebe a atribuição de créditos do filme. O mesmo também é reproduzido no interior da caixa do CD do jogo Uplink.
Um Manifesto Hacker é também o nome de um livro de filosofia escrito pela filósofa e professora universitária de estudos em mídia e teoria crítica McKenzie Wark.